# Genodermatosis
Las  genodermatosis  son un conjunto de enfermedades de origen genético que producen manifestaciones en la piel y con frecuencia también en otros órganos. Este término es, por tanto, una denominación genérica y no designa una enfermedad concreta. Aunque son procesos de origen genético, no siempre la afectación de la piel está presente desde el momento del nacimiento, pues en ocasiones los síntomas aparecen de forma paulatina a lo largo de la infancia. Muchas de las enfermedades incluidas en este grupo son hereditarias pero en algunos casos se deben a mutaciones nuevas y no existen por tanto antecedentes familiares. En muchas de las genodermatosis, las lesiones visibles de la piel son el rasgo clínico principal de la enfermedad, aunque no el único.

## Tipos

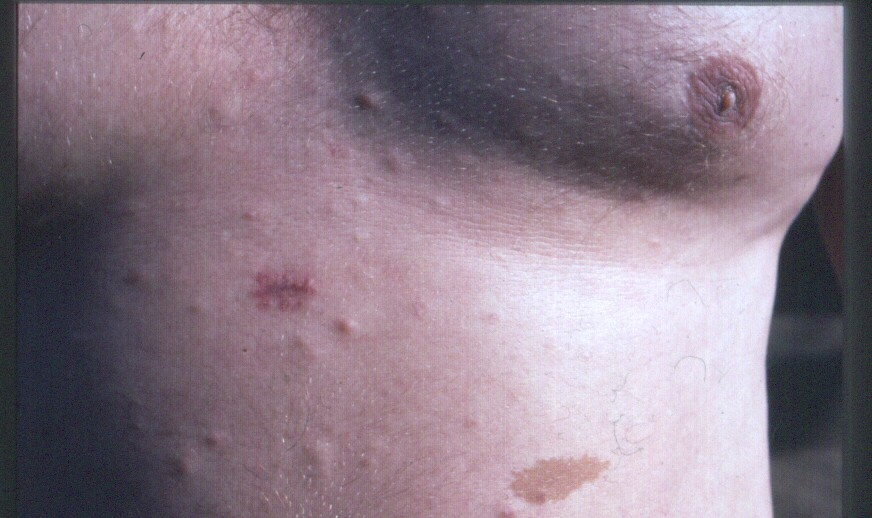
Paciente afecto de neurofibromatosis

Las enfermedades incluidas en este grupo son entidades consideradas enfermedades raras. No se incluyen entre las genodermatosis enfermedades frecuentes que también tienen base genética, como el eccema y la psoriasis. Algunas de las genodermatosis son las siguientes:
- Neurofibromatosis.
- Esclerosis tuberosa.
- Incontinencia pigmentaria.
- Xerodermia pigmentosa.
- Epidermólisis ampollar.
- Las diferentes variedades de ictiosis, entre ella la Ictiosis arlequín.
- Poroqueratosis.[2][3][4]
- Síndrome CEDNIK.[5]
- Síndrome de Zinsser-Cole-Engman.[6]
- Síndrome de Gorlin
- Síndrome de Waardenburg